# Vlag van Bad Nieuweschans

Vlag van Bad Nieuweschans

De vlag van Bad Nieuweschans werd op 19 december 1972 bij raadsbesluit vastgesteld als de gemeentelijke vlag van de toenmalige gemeente Nieuweschans. Het ontwerp was gemaakt door de Stichting voor Banistiek en Heraldiek. De beschrijving van de vlag luidt als volgt:
Zeven banen van rood, wit, blauw, geel, blauw, wit en rood, met een hoogteverhouding van 1:1:4:1:4:1:1; op de scheiding van broeking en vlucht een gekruiste lans en hellebaard van geel, reikend tot 3/4 in de blauwe banen; in de gele baan rood gekleurd.
De kleuren van de vlag zijn ontleend aan het gemeentewapen. Het rood-wit-blauw verwijst naar de vesting (schans) van de generaliteit; de gele lijn verbeeldt de grens aan het oosten, die verdedigd moest worden (voorgesteld door de lans en de hellebaard). Het rode schuinkruisje verbeeldt een grensovergang.
In 1990 werd de gemeente opgeheven en ging op in Reiderland. Hierdoor kwam de gemeentevlag te vervallen. Sinds 2010 maakt Bad Nieuweschans deel uit van de gemeente Oldambt.

## Verwant symbool

Wapen van Nieuweschans

Adorp 
· Aduard 
· Appingedam 
· Bedum 
· Beerta 
· Bellingwedde 
· Bierum 
· De Marne 
· Delfzijl 
· Eemsmond 
· Eenrum 
· Finsterwolde 
· Grootegast 
· Haren 
· Hefshuizen 
· Hoogezand 
· Hoogezand-Sappemeer 
· Hoogkerk 
· Kloosterburen 
· Leek 
· Leens 
· Loppersum 
· Marum 
· Menterwolde 
· Muntendam 
· Nieuwe Pekela 
· Nieuweschans 
· Oldekerk 
· Oosterbroek 
· Oude Pekela 
· Reiderland 
· Sappemeer 
· Scheemda 
· Slochteren 
· Stedum 
· Ten Boer 
· Termunten 
· Uithuizen 
· Uithuizermeeden 
· Ulrum 
· Vlagtwedde 
· Warffum 
· Wildervank 
· Winschoten 
· Winsum 
· Zuidhorn